# История почты и почтовых марок Романьи
История почты и почтовых марок Романьи включает в себя краткий период между отделением Романьи от Папской области и вхождением её в Сардинское королевство (1859—1860), во время которого была эмитирована единственная серия почтовых марок.

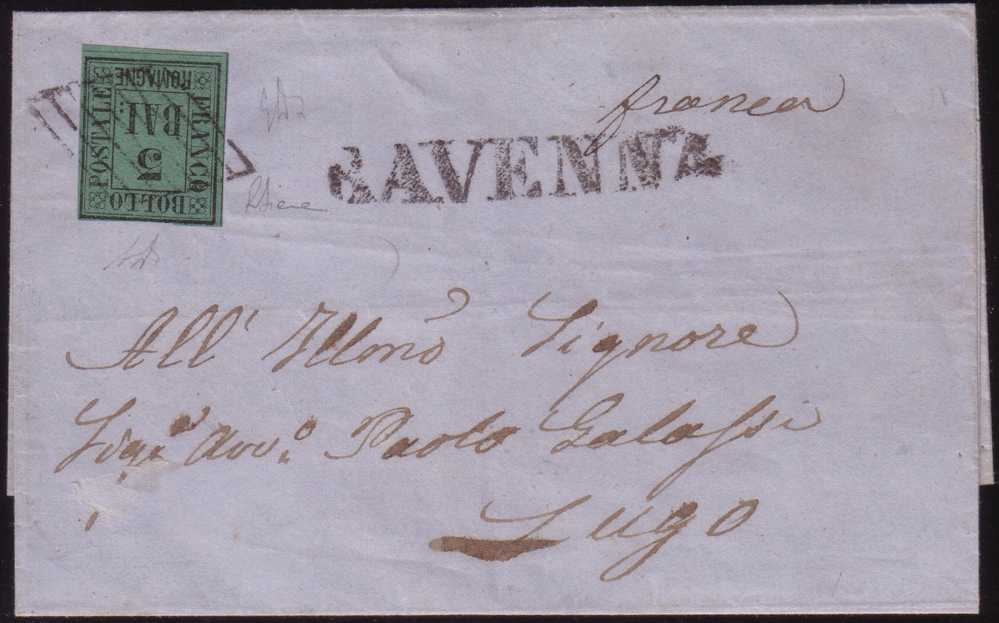
Письмо, отправленное из Равенны и франкированное маркой Романьи, 1859(Mi #4)

## Развитие почты
История почты Романьи, исторической области на северо-западе Италии, состоящей из провинций Форли, Равенна, Феррара и Болонья, берёт своё начало в XVI веке, когда она стала входить в Папскую область. В середине июня 1859 года, в результате восстания, Романья отделилась от Папской области. В городе Болонья было образовано временное правительство.
До 1859 года на территории Романьи в обращении находились марки Папской области.

## Выпуск почтовых марок
1 сентября 1859 года была выпущена единственная серия собственных марок из девяти номиналов, отпечатанных чёрной краской на цветной бумаге. На миниатюрах была изображена цифра номинала, заключённая в рамку с надписью итал. «Francobollo postale. Romagne» («Почтовая марка. Романья»). Марки были отпечатаны в типографским способом в правительственной типографии в Болоньи. Существуют разновидности и новоделы.
В 1860 году Романья вошла в состав Сардинского королевства. С 1 февраля того же года в обращение поступили сардинские марки. Марки Романьи использовались до 31 марта 1860 года.